# Jakob Kautz
Jakob Kautz auch Cucius und Kautio (* um 1500 in Großbockenheim; † nach 1536 wohl in Mähren) war ein lutherischer, später täuferischer Prediger in Worms.

## Leben
Über seinen frühen Werdegang ist wenig bekannt. An der Universität in Wittenberg immatrikulierte er sich am 24. Mai 1524 als Jacobus Bachenhemius. Noch im selben Jahr soll er in Worms als Prediger tätig geworden sein. Verbunden mit den Straßburger Reformatoren um Wolfgang Capito wandte er sich bald den spiritualistisch-täuferischen Ideen von Hans Denck und Ludwig Hätzer zu, die sich um 1527 ebenfalls in Worms aufhielten. Zusammen entfalteten diese rege publizistische Aktivitäten. Kautz war hier auch maßgeblich an der 1529 herausgegebenen Wormser Bibel des Buchdruckers Peter Schöffer der Jüngere beteiligt. Auf Verlangen des katholischen Bischofs wurden Kautz und sein Mitprediger Hilarius vor den Rat zitiert. Als Antwort forderte Kautz seine Gegner zu einer Disputation heraus. Dazu schlug er Pfingsten 1527 seine „sieben Artikel“ an der Predigerkirche zu Worms an. Diese Thesen lösten sofort verschiedene Entgegnungen aus. So antworteten nicht nur die lutherischen Prediger von Worms, sondern auch der katholische Johannes Cochläus und der Zürcher Ulrich Zwingli. Auch die Straßburger Reformatoren warnten in einer Druckschrift vor den sieben Thesen. Am 2. Juli 1527 wurde Kautz mit Hilarius aus Worms verbannt. In der Folge wirkte er als täuferischer Wanderprediger und traf mit Wilhelm Reublin zusammen. 
Nachdem er im August 1527 an der Augsburger Märtyrersynode teilgenommen hatte, übersiedelte er nach Straßburg, wohin auch Schöffer mit seiner Druckerpresse übersiedeln wollte, geriet hier jedoch in Konflikt mit dem einflussreichen Reformator Martin Bucer. Im Oktober 1528 wurde Kautz mit anderen Straßburger Täufern wie Wilhelm Reublin und Pilgram Marpeck wegen aufrührerischer Predigt verhaftet. Eine öffentliche Disputation zwischen Kautz, Reublin und den Straßburger Prädikanten wurde abgelehnt. Am 15. Januar 1529 übersandten Kautz und Reublin dem Rat der Stadt ein gemeinsames Bekenntnis über die Taufe. Aufgrund einer Erkrankung wurde Kautz 1529 aus dem Gefängnisturm in das Spital verlegt, wo ihn im Juli 1529 Kaspar Schwenckfeld besuchte, der ihn ihm einen lieben Bruder in Christo sah. Am 29. November 1529 wurde Kautz schließlich aus Straßburg ausgewiesen. Anschließend wirkte er als Hauslehrer in der Umgebung Straßburgs. Seine Bitte 1532 wieder nach Straßburg zurückkehren zu dürfen, wurde abgelehnt. Doch noch 1534 gab es eine täuferische Gemeinde in der Stadt, die sich auf Kautz berief. Nach 1532 siedelte er vermutlich nach Mähren über und wurde in Iglau Lehrer. In der Täuferbewegung trat er von da an nicht mehr in Erscheinung. Im Jahr 1536 verfasste er noch ein Bekenntnis, in dem er seine täuferisch-spiritualistischen Positionen zusammenfasste. Hierin verwarf er auch das Dogma der Trinität, wie es bereits zuvor Hans Denck und Ludwig Hätzer getan hatten. Als Spiritualist ging er jedoch nicht so weit, die äußeren Zeichen von Taufe und Abendmahl vollständig abzulehnen.

## Sieben Artikel
1. Das äußere Wort, das wir sprechen, hören oder schreiben kann nicht das lebendige und ewige Wort Gottes sein
2. Das Äußerliche (Wort, Sakrament, Verheissung) hat nicht die Kraft, den inneren Menschen zu trösten oder zu versichern
3. Die Kindertaufe ist nicht von Gott und widerspricht der Lehre Jesu
4. Beim Abendmahl ist weder der Leib noch das Blut Jesu gegenwärtig
5. Alles, was mit dem alten Adam gestorben ist, wird mit dem neuen Adam (Christus) neu erstehen
6. Jesus hat nur für die gelitten, die ihm nachfolgen. Wer anders über Jesus redet, macht ihn zu einem Abgott
7. Nicht das äußere Leiden Christi, sondern der innere Gehorsam Jesu bringt Erlösung und Versöhnung mit Gott

## Werke
- Syben Artickel zu Wormbs von Jacob Kautzen angeschlagen vnnd gepredigt, Mainz 1527.